# Fargesia solida
Fargesia solida är en gräsart som beskrevs av Tong Pei Yi. Fargesia solida ingår i släktet bergbambusläktet, och familjen gräs. Inga underarter finns listade i Catalogue of Life.